# Saulchery
Saulchery é uma comuna francesa na região administrativa de Altos da França, no departamento de Aisne. Estende-se por uma área de 2,63 km². Em 2010 a comuna tinha 724 habitantes (densidade: 275,3 hab./km²).